# ルパンレンジャーVSパトレンジャーVSキュウレンジャー
- スーパー戦隊シリーズ
  - 快盗戦隊ルパンレンジャーVS警察戦隊パトレンジャー > ルパンレンジャーVSパトレンジャーVSキュウレンジャー
  - 宇宙戦隊キュウレンジャー > ルパンレンジャーVSパトレンジャーVSキュウレンジャー
  - 動物戦隊ジュウオウジャー > ルパンレンジャーVSパトレンジャーVSキュウレンジャー

『ルパンレンジャーVSパトレンジャーVSキュウレンジャー』（ルパンレンジャー ブイエス パトレンジャー ブイエス キュウレンジャー）は、2019年8月21日に発売されたオリジナルビデオ作品。

## 概要
特撮テレビドラマスーパー戦隊シリーズの『快盗戦隊ルパンレンジャーVS警察戦隊パトレンジャー』と『宇宙戦隊キュウレンジャー』のクロスオーバー作品で、東映Vシネマのレーベル「Vシネクスト」よりリリースされる。映像ソフトとしてのリリースに先駆け、2019年5月3日には劇場公開も行われ、令和で最初に劇場公開されたスーパー戦隊シリーズの作品となった。監督・脚本は、『ルパンレンジャーVSパトレンジャー』に参加した加藤弘之と荒川稔久がそれぞれ担当した。荒川は『ルパパト』第19話で離脱しているため、追加戦士の高尾ノエルについて執筆するのはこれが初めてであった。
ストーリーは『ルパパト』でルパンレンジャーの正体が明かされる前の時期、『キュウレンジャー』では最終回から1年以内の時期が舞台となっている。監督の加藤は、本作品撮影の時点で『ルパパト』終盤の展開が定まっていなかったため、明確な時系列は決めていないと述べている。
両作品のキャラクターのほか、サプライズで『動物戦隊ジュウオウジャー』の門藤操 / ジュウオウザワールド、さらにスーツが現存していたことからヤツデンワニやジェラシットといった過去のシリーズ作品のキャラクターも、本作品に複数登場している。他方、本作品ではギャングラーの幹部やキュウレンジャーのロボは登場しない。

## あらすじ
魁利・透真・初美花が並行宇宙から来たホシ★ミナトたちに誘拐された。偶然現場に居合わせた圭一郎たちは後を追うも、突然空から現れたラッキーに邪魔をされてしまったため逃げられてしまい、ラッキーは公務執行妨害で逮捕されてしまう。さらに身代金とともに国際警察の持つコレクションとミナトが現場で落としたギターを要求するが、その途中に突如として現れたギャングラー怪人リルス・リピッグにギターを盗まれてしまった。その背後にはジャークマターの残党・ドン・アルカゲの影があった。

## 登場人物
ドン・アルカゲ
ドン･アルマゲが秘密裏に用意したジャークマターの残党にして、アルマゲを越える最強の影武者。ホシ★ミナトのギターに隠されたジャークマターの埋蔵金・ハイパープラネジュームを狙い、並行世界の宇宙に襲来。リルスと共謀してハイパープラネジュームを浴びたことでパワーアップする。
武器は双剣カゲムシャドーで、手から放つシャドー波動や背中から連射する鋭棘弾（）カゲムショットを得意技とするほか、フクショーグンの影武者クローンを生み出すことも可能。
シシレッドの捨て身の行動で腰の部分だけ、ハイパープラネジュームに染まらなかったことから、そこを集中攻撃されて弱体化。インフィニッシュブラスト、フェニックスエンド、ドラゴクラッシュ、オールスタークラッシュ、スーパールパンレッドのイタダキ・ド・ド・ドストライク、ルパンブルーとルパンイエローのVSチェンジャー、イチゲキストライク、スペリオルエックスを4方向から受けて敗北。巨大化後は、グッドクルカイザーVSXのグッドクルカイザーオールストライクで倒された。
- 監督の加藤は、分身ではなく別個体であり、アントン博士によってドン・アルマゲそっくりに作られたという裏設定を考えていたと語っている。

リルス・リピッグ
左胸と両肩に金庫を3つ持つステイタス・トリプルに分類されるギャングラー怪人戦闘時には豚足銃ダブルブダスターを武器に、身体を高速回転させて地中を掘り進むピッグリスピンを犯罪技とし、スマホ型のコレクションノルウェーの森〜Le bois norvègien〜・壁の中のレンガ〜Une autre brique dans le mur〜の力で木の槍やレンガを無数に生み出すことができるほか、前述の2つと焔〜Le feu inoubliable〜の3つの能力によって発動する全部乗せ火炎トルネードを得意技とする。アルカゲと手を組み、ホシ★ミナトのギターを盗んだ。
最終的には、イタダキ・ド・ド・ドストライクと快盗ブースト（マジックアロー装備のブルーとスプラッシュバスター装備のイエロー）とオールスタークラッシュ（オレンジ、ゴールド、シルバー、グリーン、イエロー）を受けて敗北。
- デザインは久正人が担当。デザインモチーフは『三匹の子豚』。初稿では、別モチーフの怪人が登場する予定だったが、デザイン画の段階で一番強そうなものであった豚が選ばれ、3つの金庫を持つことから『三匹の子豚』がデザインモチーフとなった。身体は藁、右腕は木、左腕はレンガでできている。ギャングラー怪人の共通の意匠である骨パーツは顔の真ん中に入れ、豚革のコートや豚足の銃など豚の怪人の要素を入れている。また、目は漢字の「三」になっている。

ジェラタロウ
ジェラシットの息子で、ホシ★ミナトのマネージャーをしている。
- 当初はスーツが現存していたため、ジェラシット本人として登場させる予定だったが、腹筋が増えてややこしくなるため息子という設定に変更された。

## 用語
ジャークマターの埋蔵金
その正体は惑星100個分のハイパープラネジューム。ホシ★ミナトが持つギターの中に隠されていた。
グッドクルカイザーオールスターストライク
グッドクルカイザーVSXに搭乗した19人で放つグッドクルカイザービークルラッシュストライクと12個のキュータマのエネルギーを合わせた合体必殺攻撃。これによりアルカゲを倒した。

## キャスト
- 夜野魁利 / ルパンレッド - 伊藤あさひ
- 宵町透真 / ルパンブルー - 濱正悟
- 早見初美花 / ルパンイエロー - 工藤遥
- 朝加圭一郎 / パトレン1号 - 結木滉星
- 陽川咲也 / パトレン2号 - 横山涼
- 明神つかさ / パトレン3号 - 奥山かずさ
- 高尾ノエル / ルパンエックス / パトレンエックス - 元木聖也
- ラッキー / シシレッド - 岐洲匠
- スティンガー / サソリオレンジ - 岸洋佑
- ナーガ・レイ / ヘビツカイシルバー - 山崎大輝
- ハミィ / カメレオングリーン - 大久保桜子
- スパーダ / カジキイエロー - 榊原徹士
- 佐久間小太郎 / コグマスカイブルー - 田口翔大
- 鳳ツルギ / ホウオウソルジャー - 南圭介
- 門藤操 / ジュウオウザワールド - 國島直希
- ヒルトップ - アイクぬわら（超新塾）
- ホシ★ミナト - 松本寛也
- アナウンサー - 宮島咲良
- コグレ - 温水洋一

### 声の出演
- ガル / オオカミブルー - 中井和哉
- バランス / テンビンゴールド - 小野友樹
- チャンプ / オウシブラック - 大塚明夫
- ラプター283 / ワシピンク - M・A・O
- ショウ・ロンポー / リュウコマンダー - 神谷浩史
- グッドストライカー - 三ツ矢雄二
- ジム・カーター - 釘宮理恵
- ジェラタロウ - 櫻井孝宏
- ドン・アルカゲ - 谷昌樹
- リルス・リピッグ - 中島ヨシキ

### スーツアクター
- パトレン1号（魁利）[出典 1] - 浅井宏輔
- ルパンブルー[18]、パトレン2号（透真）[16][17]、ガル[19][18] - 竹内康博
- パトレン3号（初美花）[16][17] - 下園愛弓
- 高田将司
- バランス[16] - 大林勝
- パトレン3号[18]、ラプター283[20][18] - 五味涼子
- 伊藤茂騎
- 蔦宗正人
- 今井靖彦
- 矢部敬三
- 坂梨由芽
- 草野伸介
- 神尾直子
- 藤田洋平
- 富永研司
- 岡元次郎
- 中井絢子
- 日下秀昭
- 原隆太
- 野川瑞穂
- 蜂須賀祐一
- 青木哲也
- 蜂須賀昭二
- 寺本翔悟
- 渡辺実
- 橋本恵子
- 高橋光
- 本多剛幸
- 榮男樹
- 浦家賢士
- 北村海
- 近藤雄太
- 竹中凌大
- 酒井和真
- 橋本征弥
- 豊田泰史
- 内田卓斗
- 木寺奈緒
- 宮澤雪
- 北野瑠那
- 五十嵐睦美
- 杉森菜摘
- 林本奈々
- 一瀬佐季
- 山崎千夏
- 前田りょうが
- 石黒鉄二
- 豪
- 松原凛
- 佐渡山貴仁
- 清水麟太郎
- 中村拓磨
- 片田ミチル
- 久松宥希
- 大西祐
- 傳法谷悠[注釈 3]
- 萩尾優磨
- 熊本敬介
- 森野茂行
- 本多翼
- 安川桃香
- 寺田涼夏[注釈 4]
- 堀田慶斗
- 小久江友子
- 吉田光
- 上平田結花
- 大河平レオン
- 齊藤謙也[注釈 5]
- 小森拓真

## スタッフ
- 原作 - 八手三郎
- 脚本 - 荒川稔久
- 撮影 - 大沢信吾
- 助監督 - 須上和泰
- 音楽 - 高木洋、山下康介
- キャラクターデザイン - 久正人
- 造型 - レインボー造型企画、前澤範、前澤護、前澤まさる、吉川学
- 仏語協力 - 芦川智一
- 製作プロダクション - 東映テレビ・プロダクション
- エグゼクティブプロデューサー - 加藤和夫（東映ビデオ）
- プロデューサー - 山田真行（東映ビデオ）、宇都宮孝明（東映）、矢田晃一・深田明宏（東映エージエンシー）
- アソシエイトプロデューサー - 中野剛（東映ビデオ）
- アクション監督 - 清家利一
- 特撮監督 - 佛田洋
- 製作 - 東映ビデオ、東映、東映エージエンシー
- 監督 - 加藤弘之

## 音楽
エンディングテーマ「キュータマダンシング! Ver.VS」
作詩：ショウ・ロンポー、井上望 / 作曲：平沢敦士 / 編曲：川瀬智（Project.R） / 歌：Project.R（松原剛志、吉田達彦、吉田仁美） / ダンス振付：ラッキィ池田 / ダンス指導：藤田可奈子
『ルパンレンジャーVSパトレンジャー』ではエンディングおよびダンスがなかったため、本作品ではその要素も盛り込まれることとなった。
挿入歌
「バーサス！スーパー戦隊」
作詞：八手三郎 / 作曲：高木洋 / 編曲：高木洋・大石憲一郎 / 歌：Project.R（高取ヒデアキ/YOFFY/谷本貴義）
本来は『スーパー戦隊VSシリーズ劇場』の主題歌だが、歌詞で「VS（バーサス）」を3回連呼することから、選曲担当の宮葉勝行が本作品にふさわしい曲として使用した。作曲の高木は本作品の劇伴も担当しているが、試写で観た際に自身で何の曲かすぐには気づけず、日の目を見ることはないと思っていた曲であったため感激したと述べている。
「ルパンレンジャーVSパトレンジャー」
作詩：藤林聖子 / 作曲・編曲：高木洋 （Project.R） / 歌：Project.R（吉田達彦、吉田仁美）
「LUCKYSTAR」
作詩：藤林聖子 / 作曲：KoTa / 編曲：Project.R（KoTa、高橋哲也） / 歌：幡野智宏（Project.R）